# Shareef Abdur-Rahim
Pour les articles homonymes, voir Rahim.
Julius Shareef Abdur-Rahim, né le 11 décembre 1976 à Marietta, dans l'État de Géorgie, est un joueur de basket-ball américain désormais retraité. Il mesure 2,06 m.

## Biographie

### Carrière de joueur
Shareef Abdur-Rahim joue à l'école secondaire Wheeler High School à Marietta où il est élu "M. Basketball" deux saisons de suite, menant son école à un titre d'État en tant que «junior» en 1994. Il rejoint ensuite l'équipe universitaire des Golden Bears de l'université de Californie à Berkeley pour une année, après quoi il est sélectionné par les Grizzlies de Vancouver, une équipe de la NBA, avec le 3e choix de la Draft 1996 de la NBA.
Il a un impact immédiat avec les Grizzlies, étant le meilleur marqueur dans une équipe à la peine. En 2001, il est transféré aux Hawks d'Atlanta où il reste le joueur-vedette durant tout son passage en Géorgie. Il est sélectionné dans l'équipe de l'est au All-Star Game 2002. Abdur-Rahim est ensuite transféré aux Trail Blazers de Portland le 9 février 2004, avec Theo Ratliff et Dan Dickau en échange de Rasheed Wallace et Wesley Person. Il joue une saison et demie à Portland avant de devenir agent libre (fin de contrat) à la fin de la saison 2004-2005.
Durant l'intersaison 2005 il est transféré via un sign and trade aux Nets du New Jersey, mais le 4 août, la conférence de presse prévue pour annoncer son arrivée est modifiée afin de révéler l'échec aux tests physiques prévus avant la signature à cause d'un problème au genou. L'échange est mis en suspens en attendant une seconde opinion médicale. Le 7 août, Abdur-Rahim annonce « Je ne pense pas vouloir rejoindre les Nets ». Il pense que son genou n'était qu'un prétexte et clame qu'il n'avait jamais manqué un seul match de toute sa carrière à cause d'une blessure au genou.[réf. nécessaire] Deux jours plus tard, le club du New Jersey annonce son intention d'annuler le transfert.
Le 12 août 2005, Abdur-Rahim signe en tant qu'agent libre un contrat avec les Kings de Sacramento.
Il n'avait jamais joué un match de playoffs, ou appelé séries éliminatoires, avant de rejoindre l'équipe californienne, il est d'ailleurs devenu le second joueur de l'histoire de la NBA à jouer le plus de matches sans participer aux playoffs. Il participe aux playoffs en 2006 avec les Kings.
Il joue 6 matches lors de la saison 2007-2008 de la NBA avant de subir une intervention chirurgicale sur son genou droit. Le 22 septembre 2008, il annonce sa retraite du basket professionnel.

### Carrière de dirigeant
Le 11 décembre 2018, Abdur-Rahim est nommé président de la G League, la ligue de développement de la NBA. Il succède à Malcolm Turner, qui quitte son poste le 11 janvier 2019.

## Palmarès

### Palmarès universitaire
- Devenu le premier "freshman" dans l'histoire de la Pacific-10 à gagner le titre de Joueur de l'année.
- Nommé dans la "Third Team All-America" par la presse, joueur de l'année de la conférence Pacific-10, "Freshman" de l'année de la "All-Pacific-10" et de la "Pacific-10" après son unique saison à l'université de Californie.

### Palmarès en NBA
- Médaillé d'or des Jeux olympiques de Sydney en Australie avec les  États-Unis[4].
- Sélectionné en tant que remplaçant dans l'équipe de la conférence Est pour le NBA All-Star Game 2002 (rassemblant les meilleurs joueurs de la Ligue).
- Nommé dans la "All Rookie First Team" (l'équipe des meilleurs débutants) de la saison 1996-97[5] après avoir mené les Grizzlies au score avec 18,7 points par match.
- Nommé co-Rookie (débutant) du mois de décembre (avec le joueur des Nets du New Jersey Kerry Kittles) et Rookie du mois de février durant la saison 1996-1997[5].
- Nommé Joueur de la semaine pour la semaine du 19 au 25 novembre 2001.

## Statistiques en carrière
- 18,1 points par match (15 028 points au total) à 47,2 % d'adresse[5].
- 7,5 rebonds par match (6 239 rebonds au total)[5].
- 2,5 passes décisives par match (2 109 passes décisives au total)[5].
- 1,0 interception par match (820 interceptions au total)[5].
- 0,7 contre par match (638 contres au total)[5].
- 830 matchs de saison régulière en carrière[5].

### Records en match
| Type de statistique        | Saison régulière | Saison régulière                             | Saison régulière               | Playoffs | Playoffs                                    | Playoffs                 |
| Type de statistique        | Record           | Adversaire                                   | Date                           | Record   | Adversaire                                  | Date                     |
| -------------------------- | ---------------- | -------------------------------------------- | ------------------------------ | -------- | ------------------------------------------- | ------------------------ |
| Points                     | 50               | Pistons de Detroit                           | 23 novembre 2001               | 27       | @ Spurs de San Antonio                      | 25 avril 2006            |
| Paniers marqués            | 21               | Pistons de Detroit                           | 23 novembre 2001               | 12       | @ Spurs de San Antonio                      | 25 avril 2006            |
| Paniers tentés             | 31               | @ Warriors de Golden state Nuggets de Denver | 9 mars 1999 23 décembre 1999   | 19       | @ Spurs de San Antonio                      | 25 avril 2006            |
| Paniers à 3 points réussis | 3                | Bucks de Milwaukee                           | 12 mars 2003                   |          |                                             |                          |
| Paniers à 3 points tentés  | 4                | 3 fois                                       |                                | 1        | 3 fois                                      |                          |
| Lancers francs réussis     | 16               | 4 fois                                       |                                | 3        | @ Spurs de San Antonio Spurs de San Antonio | 25 avril 2006 5 mai 2006 |
| Lancers francs tentés      | 19               | Lakers de Los Angeles                        | 23 février 1999                | 6        | Spurs de San Antonio                        | 5 mai 2006               |
| Rebonds offensifs          | 8                | Mavericks de Dallas @ Knicks de New York     | 6 février 2000 28 janvier 2003 | 5        | Spurs de San Antonio                        | 5 mai 2006               |
| Rebonds défensifs          | 18               | @ Celtics de Boston                          | 26 novembre 2000               | 9        | @ Spurs de San Antonio                      | 25 avril 2006            |
| Rebonds totaux             | 22               | Mavericks de Dallas                          | 6 février 2000                 | 9        | @ Spurs de San Antonio                      | 25 avril 2006            |
| Passes décisives           | 11               | Pacers de l'Indiana                          | 11 février 1999                | 3        | Spurs de San Antonio                        | 5 mai 2006               |
| Interceptions              | 7                | @ Knicks de New York                         | 7 février 2002                 | 1        | @ Spurs de San Antonio Spurs de San Antonio | 25 avril 2006 5 mai 2006 |
| Contres                    | 6                | Clippers de Los Angeles                      | 21 avril 1999                  |          |                                             |                          |
| Balles perdues             | 8                | Celtics de Boston                            | 17 février 1999                | 6        | Spurs de San Antonio                        | 5 mai 2006               |
| Minutes jouées             | 56               | Celtics de Boston                            | 17 février 1999                | 35       | @ Spurs de San Antonio                      | 25 avril 2006            |

Double-Double : 227
Triple-Double : 1
| Nombre | Date          | Adversaire        | Score     | Points | Rebonds | Passes décisives | Interceptions | Contres | Notes                                              |
| ------ | ------------- | ----------------- | --------- | ------ | ------- | ---------------- | ------------- | ------- | -------------------------------------------------- |
| 1      | 19 avril 1997 | @ Suns de Phoenix | V 121-107 | 26     | 10      | 10               | 0             | 1       | Réalisé lors de sa saison rookie a l'age de 20 ans |

## Performances statistiques individuelles
- Réussit son premier triple-double (au moins 10 unités dans trois secteurs statistiques lors d'un match) avec 26 points, 10 rebonds et 10 passes décisives contre les Suns de Phoenix le 19 avril 1997.
- Leader des Grizzlies dans la saison 1997-1998 avec 22,3 points par match (6e meilleur marqueur de la NBA) et 1,09 interception par match, classé second avec 7,1 rebond par match et 0,93 contre par match.
- Marque son 4 000 e point en carrière, étant également le meilleur joueur de son équipe ce soir-là avec 21 points, 7 passes décisives et 3 rebonds, contre les Lakers de Los Angeles le 29 mars 1999.
- Marque son 5 000 e point en carrière le 23 décembre 1999 contre les Nuggets de Denver (second plus jeune joueur à atteindre ce total).

## Salaires
| Année       | Equipe                    | Salaire      |
| ----------- | ------------------------- | ------------ |
| 1996-1997   | Grizzlies de Vancouver    | 2 186 000 $  |
| 1999-2000   | Grizzlies de Vancouver    | 9 000 000 $  |
| 2000-2001   | Grizzlies de Vancouver    | 10 130 000 $ |
| 2001-2002   | Hawks d'Atlanta           | 11 250 000 $ |
| 2002-2003   | Hawks d'Atlanta           | 12 375 000 $ |
| 2003-2004   | Hawks d'Atlanta           | 13 500 000 $ |
| 2004-2005   | Trail Blazers de Portland | 14 625 000 $ |
| 2005-2006   | Kings de Sacramento       | 5 000 000 $  |
| 2006-2007   | Kings de Sacramento       | 5 400 000 $  |
| 2007-2008   | Kings de Sacramento       | 5 800 000 $  |
| Total Gains |                           | 89 266 000 $ |